# Ryarsh
Ryarsh es una parroquia civil y un pueblo del distrito de Tonbridge and Malling, en el condado de Kent (Inglaterra).

## Geografía
Según la Oficina Nacional de Estadística británica, Ryarsh tiene una superficie de 3,81 km².

## Demografía
Según el censo de 2001, Ryarsh tenía 617 habitantes (49,59% varones, 50,41% mujeres) y una densidad de población de 161,94 hab/km². El 15,72% eran menores de 16 años, el 76,82% tenían entre 16 y 74 y el 7,46% eran mayores de 74. La media de edad era de 43,64 años. Del total de habitantes con 16 o más años, el 20,19% estaban solteros, el 62,69% casados y el 17,12% divorciados o viudos.
El 95,3% de los habitantes eran originarios del Reino Unido. El resto de países europeos englobaban al 2,43% de la población, mientras que el 2,27% había nacido en cualquier otro lugar. Según su grupo étnico, el 99,51% eran blancos y el 0,49% mestizos. El cristianismo era profesado por el 82,5%, mientras que el 11,67% no eran religiosos y el 5,83% no marcaron ninguna opción en el censo.
333 habitantes eran económicamente activos, 327 de ellos (98,2%) empleados y 6 (1,8%) desempleados. Había 261 hogares con residentes, 7 vacíos y 0 eran alojamientos vacacionales o segundas residencias.